# Illuminismus
Der Illuminismus war eine intellektuelle und spirituelle Strömung im 18. und frühen 19. Jahrhundert in Europa. Ideen- und literaturgeschichtlich ist er mit der Romantik verwandt. Viele seiner Vertreter werden zugleich der klassischen Theosophie zugerechnet. Im Unterschied zur Aufklärung schloss für die Illuministen die Vernunft eine spirituelle Dimension ein.
Die Illuministen befassten sich mit alten Lehren wie der Kabbala, der Alchemie, der Hermetik, der griechischen und ägyptischen Mythologie und der christlichen Theosophie Jakob Böhmes, die sie mit modernen Kosmogonien in Einklang zu bringen versuchten. Sie versuchten, das an Bedeutung verlierende Christentum mit neuen Riten und einer modernen Spiritualität zu erneuern, befassten sich mit der Entwicklung der Seele und mit Geschichte. Den Niedergang des Christentums und allgemein die Säkularisierung, aber auch die Ablehnung der Mystik durch die Kirchen betrachteten sie als Symptome einer Krise, die sie überwinden wollten.